# Silver Jubilee: Best of Zachary Richard 1973-1998
Silver Jubilee: Best of Zachary Richard 1973-1998 è un album raccolta di Zachary Richard, pubblicato dalla Rhino Records nel 2000.

## Tracce
1. Filé Gumbo – 3:30 (Zachary Richard)
2. Bon Temps Rouler – 4:01 (Brano tradizionale, arrangiamento di Zachary Richard)
3. Who Stole My Monkey ? – 3:38 (Craig Legé, Leon Medica, Zachary Richard)
4. Joe Pitre – 3:24 (Brano tradizionale, arrangiamento di Zachary Richard)
5. Hello Josephine – 2:23 (Dave Bartholomew, Fats Domino)
6. Cap Enragé – 4:31 (Zachary Richard)
7. Travailler, C'est trop dur – 4:00 (Brano tradizionale, arrangiamento di Zachary Richard)
8. La Berçeuse Créole – 3:34 (Zachary Richard)
9. Dans le Nord Canadien – 5:30 (Zachary Richard)
10. Les ailes des Hirondelles – 4:48 (Zachary Richard)
11. Crawfish – 4:19 (Zachary Richard)
12. Everytime – 3:56 (Zachary Richard)
13. Johnny danse – 3:56 (Zachary Richard)
14. Flammes d'enfer – 3:03 (Brano tradizionale, arrangiamento di Zachary Richard)
15. Ma Louisianne – 2:21 (Zachary Richard)
16. Sunset on Louisianne Interlude: My French Blues – 5:40 (Zachary Richard, Brian Stoltz)
17. Six Bullets in Satan – 4:16 (Zachary Richard)
18. Madeleine – 3:19 (Zachary Richard)
19. On a beau dit – 2:52 (Zachary Richard)

## Musicisti
- Zachary Richard  - accordion, voce, chitarra acustica, armonica, pianoforte, arrangiamenti
- Dana Pierre Breaux  - chitarra
- Bruce MacDonald  - chitarra acustica, chitarra elettrica
- Robert Stanley  - chitarra
- Brian Stoltz  - chitarra
- Sonny Landreth - chitarra acustica, dobro
- Kenneth Richard  - mandolino, voce
- Richard Beaudet  - sassofono
- Ronnie Palmer  - sassofono tenore
- Victor Palmer  - sassofono alto
- Marshall Cyr  - tromba
- Jeff Fisher  - sintetizzatore
- Michael Doucet  - fiddle
- Bessyl Duhon  - fiddle
- Bonnie Guidry  - violino
- Mike Dion  - basso
- Roy Harrington  - basso, accompagnamento vocale, voce
- George Porter Jr. - basso
- Kenneth Blevins  - batteria
- Denis Farmer - batteria
- Mark D. Sanders - claves, congas, timbales
- Michel Seguin - congas, percussioni, tamburello, toubeleki, triangolo
- Bobby Campo  - cabasa, congas
- Hazel Bagent - accompagnamento vocale, coro
- Alma Faye Brooks - accompagnamento vocale, coro
- Dorothy D. Jefferson - accompagnamento vocale, coro
- Judi Richards - accompagnamento vocale, coro
- Maria M. Rogers - accompagnamento vocale, coro